# Ашина Мише-шад
Ашина Мише-шад (тронное имя кит. упр. 奚利邲咄陆可汗, пиньинь xilibiduolukehan, палл. Силибидолукэхань, личное имя кит. упр. 阿史那弥射, пиньинь ashinamishe, палл. Ашина Мише) — каган Западно-тюркского каганата с 657 года по 662 год.

## Биография
В 645 году участвовал в походе Тай-цзуна против Когурё. Фактически не правил самостоятельно, был ставленником Тан. Хан нушиби Ашина Бучжень-шад, брат Мише, стал завидовать власти брата и приказал нушиби напасть на него. Мише решил, что ему не победить и вместе с чуюэ и чуми перебрался в Китай, где получил военный чин. Во время войны Тан Гао-цзуна с Кореей, Мише воевал на фронте и был удостоен титула Бо и повышен в чине. Принимал участие в войне китайцев с Халлыг Ышбара-Джагбу ханом на стороне Китая. В награду за верность был поставлен ханом дулу, хотя по закону тюрок он и так был наследником своего старшего брата Халлыга. В 657 император отправил Мише литавру, знамя и грамоту, где указывалось, что он назначен каганом. Мише не имел способностей и авторитета для удержания власти в тяжёлое время.
Мише напал на Тохаристан и при реке Шуанхэ разбил независимого хана Дженчу, сына Юкук Ирбис-Дулу хана. В Сиюе началось восстание — кашгарский Сыгйедумань, Чжугюйбо и Гэпаньто объединились и разгромили Хотан. Сиюй был усмирён Су Динфаном, но это была временная мера. В 662 Мише вместе с Бучженем отправился на помощь Су Хайчжену для похода на Кучу. Бучжень оговорил Мише и Су Хайчжэн казнил его.